# Piotr Włostowic
Piotr Włostowic, cunoscut și sub numele de Petru Wlast (în poloneză Włost; n. 1080 – d. 1153, Wrocław, Duchy of Silesia⁠(d)) a fost un nobil polonez, castelan în Wrocław (Breslau) și cârmuitor (możnowładca) al unei părți a Sileziei. Din 1117 a fost voievod (palatyn) al regelui Poloniei, Boleslav al III-lea. El a aparținut familiei Łabędzie și a fost fiul lui Włostowic ceea ce probabil îl leagă de prinți mai vechi din Silezia. Posesiunile sale au inclus teritoriile din apropiere de Muntele Sleza și Insula Piasek de lângă Wrocław. Familia nobilă Dunin susține că este descendenta sa.
Cea mai cunoscută faptă a sa este capturarea lui  Volodar (Wołodar) din  Peremyshl (Przemyśl). Mai târziu, s-a căsătorit cu Maria, una dintre fiicele lui Sviatopolk al II-lea de Kiev. Pentru această căsătorie și aventura sa în Rusia Kieveană, el a fost comandat de către Biserică pentru reconciliere. I-a fost ordonat să construiască șaptezeci de biserici.
Włostowic, un supus loial lui Boleslav al III-lea, a avut relații conflictuale cu fiul lui Boleslav, Vladislav al II-lea Exilatul, și mai ales cu soția lui, Agnes de Austria, care l-a considerat pe Włostowic un trădător. În 1146, Włostowic a fost capturat de către Vladislav, a fost orbit și adus la tăcere. Această mutilare a unui om atât de popular precum Włostowic a fost unul dintre motivele pentru care a pornit un război civil între Vladislav și frații lui, astfel că orbul Włostowic a mers la Rus', care l-a sprijinit pe Vladislav, și i-a convins să rupă alianța lor. În cele din urmă, Vladislav a pierdut războiul și a plecat în exil în 1146. Włostowic a recâștigat poziția și moșiile sale, dar handicapul său și agravarea sănătății l-au împiedicat să fie implicat activ în politică, și a murit în 1153.

## Biografie

### Tinerețe
Se știu relativ puține lucruri despre anii de tinerețe ai lui Włostowic, în afara faptului că a fost descendent al familiei din Silezia, relativ bogat și puternic, și a devenit un om de încredere al ducelui de Polonia, Boleslav al III-lea.

### Capturarea prințului Wołodar
Când Boleslav a fost angajat în ostilități cu Wołodar, prinț de Przemyśl, Włostowic a folosit subterfugiu pentru a câștiga încrederea lui Wołodar, și a pus la cale o pretinsă revoltă împotriva lui Boleslav, și aderarea la curtea lui Wołodar. Câtva timp mai târziu, când a rămas singur cu Wołodar în timpul unei vânătoare, l-au prins și l-au adus pe Wołodar înaintea lui Boleslav, pe care l-au eliberat numai după ce Wołodar a plătit o răscumpărare mare și a promis să se alieze cu Ducele.

### Căsătoria
Când Zbysława de Kiev, fiica lui Sviatopolk al II-lea de Kiev și soția lui Boleslav a murit, Włostowic a fost trimis de Boleslav din Sviatopolk pentru a negocia o căsătorie cu o altă fiică. Cu toate acestea, înainte ca negocierile să fie finalizate, Boleslav s-a căsătorit cu Salome de Berg, și Włostowic s-a căsătorit cu o altă fiică de-a lui Sviatopolk, Maria.

### Reconcilierea
În timp ce păcălirea lui Włostowic de catre Wołodar și căsătoria cu Maria i-a adus multă faima, această căsătorie a fost respinsă de Biserica romano-catolică care nu agrea alianțele sau căsătoriile cu persoane de credință ortodoxă.  Włostowic a fost ordonat să construiască 70 de biserici pentru a demonstra reconcilierea. El a făcut acest lucru, fapt care a dus la denumirea unui nou tip de arhitectura romanică al bisericilor din Polonia ca "bisericile lui Dunin" (de la porecla lui Petru, Dunin).

### Voievodul
Căsătoria sa cu Maria, fiica unui conducător puternic, l-a ridicat și mai mult în rang pe Włostowic, și a primit rangul de voievod (Palatine sau vine Palatinus) de la Boleslav. La acea vreme voievodul a fost una dintre cele mai importante poziții din Regatul Poloniei: el poruncea armatei când regele era absent, prezida în instanțele de judecată, în absența regelui, a fost responsabil de ordine și de securitate a instanței, și în cazul în care regele nu era adult, voievodul devenea regent.

### Moartea lui Boleslav
Câțiva ani mai târziu, Salome, soția lui Boleslav, l-a forțat să demisioneze din calitate de voievod, înlocuindu-l cu Wszebor - un om pe care l-a considerat mai apt pentru a ii sprijini pe ea și pe fiii ei din a doua căsătorie, față de primul născut al lui Boleslav, Vladislav al II-lea Exilatul.
După moartea lui Boleslav în 1138 , Vladislav al II-lea a devenit ducele Poloniei, și l-a repus pe Włostowic la rangul de voievod, pentru că el nu l-a vrut pe Wszebor, ca susținător al fraților lui, să-și păstreze acest rang. Cu toate acestea, Boleslav, care a avut șapte fii, prin testamentul său a încercat să reformeze în mod semnificativ monarhia poloneză, într-o încercare de a preveni un război civil. Din păcate, încercarea s-a dovedit a fi nu numai inutilă, dar a condus la perioada cunoscută sub numele de „fragmentarea Poloniei”. Testamentul lui Boleslav a împărțit Polonia în mai multe principate, iar unul dintre fiii săi urma să se ocupe de fiecare dintre ele. Testamentul a declarat că de atunci înainte regele Poloniei avea să fie cel mai în vârstă membru al dinastiei Piast și nu neapărat moștenitorul primului său născut. Vladislav al II-lea s-a opus dorinței tatălui său și, încurajat de soția sa Agnes de Austria, a încercat să asigure că puterea sa ca rege nu avea să fie slabită. Ca voievod ales de Boleslav, o ruptură a avut loc atunci când Włostowic a argumentat împotriva acestui lucru. Włostowic s-a temut de un război civil, însă prin opoziția sa a pierdut repede încrederea lui Boleslav, și mai ales a soției sale, care a crezut că Wlast s-a aliat cu fiii mai tineri ai lui Boleslav .
Un război civil a început în 1142, cu un șir de victorii pentru Wladyslaw. La rândul său, Włostowic a refuzat să ia partea cuiva, dar a incercat să netezească conflictele și să negocieze.
În 1146, Vladislav a decis să-l elimine în cele din urmă pe Włostowic din ecuație, ordonându-i unuia dintre cavalerii săi, Dobek, să-l captureze. Dobek a reușit acest lucru într-o manieră asemănătoare capturii lui Wołodar de către Włostowic: a ajuns la tribunalul lui Włostowic din Ołbino, și în timpul nopții a capturat curtea lui Włostowic cu oamenii lui. Agnes a cerut moartea lui Włostowic, dar Vladislav a decis să statueze un exemplu prin pedepsirea sa: el a fost orbit, lăsat fără grai și trimis în exil.
Acest lucru nu s-a dovedit a fi cea mai înțeleaptă decizie a lui Vladislav. Włostowic a fost respectat, a avut mulți prieteni și soarta lui a provocat mai multe persoane să jure loialitate față de frații mai mici. Mai mult, Włostowic, orbit, a fost dus în Rusia Kieneană, susținătoare a lui Vladislav, și i-a convins să rupă alianța lor. Ca rezultat, Vladislav a fost învins la scurt timp. Włostowic și-a recâștigat poziția de voievod, dar handicapul și vârsta l-au împiedicat să devină un politician activ. A murit pe 16 aprilie 1153.

## Moștenirea
În secolele următoare, Piotr Włostowic Dunin (sau Petru Wlast), a devenit o persoană aproape legendară, mai ales în calitate de scriitor contemporan-călugăr care a amintit sprijinul generos al Bisericii. Povestea lui a fost spusă, printre altele, în poemul Carmen Mauri. Printre legende, una dintre cele mai prevalente este că familia lui Peter Wlast provine din Danemarca, explicând porecla lui mai târziu, "Dunin", "Dane". Clanul Dunin a supraviețuit până în prezent și are mulți membri notabili. Blazonul familiei este o lebădă (łabędź).